# Kusini Yengi
Kusini Boja Yengi (* 15. Januar 1999 in Adelaide) ist ein australisch-englischer Fußballspieler.

## Karriere

### Klub
Aus der Jugend der Adelaide Comets kommend, ging er im Sommer 2017 in deren erste Mannschaft über. Nach einem Jahr hier folgte, sein Wechsel in die U21 von Adelaide United, wo er für die erste Mannschaft schließlich erstmals am 21. Oktober 2020 eingesetzt wurde. Hier wurde er bei einer 2:5-Niederlage gegen die Western Sydney Wanderers zur 67. Minute für Kristian Opseth eingewechselt. Nach ein paar weiterer Einsätze kam er ab der Saison 2021 dann vermehrt zum Einsatz, fiel aber nachdem er einiges an Toren machte, mit einer Oberschenkelverletzung nach dem 15. Spieltag erst einmal aus. Nach Genesung und ein paar weiterer Einsätze wurde seine Saison 2022 mit einer Beinverletzung dann fast gänzlich komplett beendet.
Ablösefrei wechselte er von Adelaide aus dann zur Saison 2022/23 weiter zu den Western Sydney Wanderers. Auch hier kam er nach und nach zum Einsatz und konnte ab der zweiten Saisonhälfte auch ab Februar 2023 durchgehend Spielzeit sammeln. Seine Zeit in Australien endete dann aber mit dem Start der Spielzeit 2023/24, wo er sich in England dem FC Portsmouth anschloss, welche in der League One spielten. Dort machte er sein Ligadebüt am 5. August 2023 bei einem 1:1 gegen die Bristol Rovers, wo er in der 83. Minute für Anthony Scully eingewechselt wurde und in der 90.+2. Minute dann noch das entscheidende 1:1 für seine Mannschaft erzielte.
Im Juni 2025 wechselte Yengi zum FC Aberdeen nach Schottland.

### Nationalmannschaft
Nachdem er in der U23 ein paar Einsätze sammeln durfte, kam er bei einem 7:0-Sieg in der Qualifikation für die Weltmeisterschaft 2026 am 16. November 2023 zu seinem Debüt für die australische A-Nationalmannschaft. Daraufhin wurde er auch für den Kader bei der Asienmeisterschaft 2024 nominiert, wo er bislang in zwei Gruppenspielen eingesetzt wurde.